# Rothenacker
Rothenacker is een klein dorp in de Duitse gemeente Tanna in het Saale-Orla-Kreis in Thüringen. Het dorp wordt voor het eerst genoemd in een oorkonde uit 1402. Tot 1997 was Rothenacker een zelfstandige gemeente. 